# CQ Cephei
CQ Cephei es una binaria eclipsante en la constelación de Cefeo formada por una estrella de Wolf-Rayet y una supergigante azul de tipo espectral O. Se piensa que forma parte de la asociación estelar Cepheus OB1 y que está a una distancia de 3,5 kiloparsecs (11,400 años luz) del Sol.
El sistema es notable por ser la estrella de Wolf-Rayet binaria de más corto período conocido (1,64 días). Sus dos componentes, la estrella Wolf-Rayet y la supergigante azul, tienen luminosidades respectivas de 217.000 veces y 116.000 veces la del Sol, masas respectivas de 20,8 y 21,4 masas solares, y su diámetro es respectivamente 8,2 y 8,23 veces el de nuestra estrella. Están separadas por una distancia equivalente a 20,4 veecs el radio del Sol (14,2 millones de kilómetros), una distancia tan pequeña que las dos estrellas llegan a tocarse a causa de sus respectivas atracciones gravitatorias.